# Eleição municipal de São Gonçalo em 2024
A eleição municipal da cidade brasileira de São Gonçalo em 2024 ocorreu no dia 6 de outubro (primeiro turno) com o objetivo de eleger um prefeito, um vice-prefeito e 27 vereadores responsáveis pela administração da cidade no mandato a se iniciar em 1° de janeiro de 2025 e com término em 31 de dezembro de 2028. O prefeito titular era Capitão Nelson, do PL, eleito em 2020 pelo Avante.
No primeiro turno, realizado em 6 de outubro, Capitão Nelson, candidato pelo PL, foi reeleito com 387.914 votos (84,49% dos votos válidos), tendo como principais oponentes o deputado federal Dimas Gadelha, candidato pelo PT, que obteve 48.457 votos (10,55%) e o deputado estadual Professor Josemar, candidato pelo PSOL, com 14.397 votos (3,14%). Nelson é o primeiro incumbente reeleito em São Gonçalo desde Aparecida Panisset em 2008, além de obter a maior votação da história de um prefeito eleito no município.

## Calendário eleitoral
| Início        | Fim           | Atividades | Status    |
| ------------- | ------------- | --- | --------- |
| 7 de março    | 5 de abril    | Janela partidária para vereadores trocarem de partido visando concorrer às eleições sem perder o mandato. | Realizado |
| 6 de abril    | 6 de abril    | Data-limite para todas as legendas e federações partidárias obterem o registro dos estatutos no TSE e para todos os candidatos terem domicílio eleitoral na circunscrição em que desejam disputar as eleições com a filiação deferida pelo partido. | Realizado |
| 15 de maio    | 15 de maio    | Início da campanha de arrecadação prévia de recursos na modalidade de financiamento coletivo para pré-candidatos, sem realização de pedidos de voto e obedecendo a regras relativas à propaganda eleitoral na Internet.                             | Realizado |
| 20 de julho   | 5 de agosto   | Realização de convenções partidárias para deliberar sobre coligações e escolher candidatos às prefeituras e aos cargos de vereador. Os partidos têm até 15 de agosto para registrar os nomes na Justiça Eleitoral.                                  | Realizado |
| 16 de agosto  | 16 de agosto  | Início das campanhas eleitorais de forma igualitária, podendo qualquer publicidade ou manifestação com pedido explícito de voto antes da data ser considerada irregular e multada.                                                                  | Realizado |
| 30 de agosto  | 3 de outubro  | Veiculação da propaganda eleitoral gratuita no rádio e na televisão. | Realizado |
| 6 de outubro  | 6 de outubro  | Realização do primeiro turno das eleições municipais. | Realizado |
| 11 de outubro | 25 de outubro | Veiculação da propaganda eleitoral gratuita no rádio e na televisão para o segundo turno. | Realizado |
| 27 de outubro | 27 de outubro | Realização de um eventual segundo turno nas cidades com mais de 200 mil eleitores em que o candidato a prefeito mais votado não tenha atingido a metade mais um dos votos válidos.                                                                  | Realizado |

## Apresentação
Eleito em 2020 pelo Avante, revertendo uma disputa apertada contra o ex-secretário de saúde Dimas Gadelha (PT) no segundo turno, Capitão Nelson se filiou ao PL em seu primeiro mês de mandato, alinhando-se com o então presidente Jair Bolsonaro, de quem recebeu apoio na eleição anterior, e com o deputado federal Altineu Côrtes. Nelson confirmou sua candidatura à reeleição em julho, tendo o apoio de onze partidos. Seu candidato a vice é João Ventura, do União Brasil, ex-assessor parlamentar do deputado estadual licenciado e secretário estadual de cidades Douglas Ruas, filho de Nelson.
Além de Nelson, também se candidataram o deputado federal Dimas Gadelha (PT) e o deputado estadual e ex-vereador Professor Josemar (PSOL). Derrotado no segundo turno de 2020 pelo prefeito vigente, Dimas Gadelha foi eleito deputado federal em 2022 e concorre novamente ao cargo, formando uma ampla aliança de oposição e recebendo apoio do presidente Lula e demais lideranças regionais e nacionais do PT e de outros partidos, como os prefeitos do Rio, Eduardo Paes, e de Maricá, Fabiano Horta. O PDT indicou a ex-prefeita Aparecida Panisset como vice da chapa petista, marcando seu retorno ao cenário político. Por duas vezes, o Ministério Público Eleitoral pediu a impugnação de seu registro devido a condenações por improbidade administrativa durante sua gestão. Por sua vez, Professor Josemar concorre à prefeitura de São Gonçalo pela quarta vez, após se eleger vereador em 2020 obtendo a segunda maior votação do município, e deputado estadual em 2022. A chapa tem como vice o professor e biólogo Hélio Capilé, da Rede Sustentabilidade, e recebeu o apoio informal de PCB e Unidade Popular.
Além deles, aqueles que confirmaram suas candidaturas são: a administradora Viviane Carvalho (MOBILIZA), a empresária Jaqueline Pedroza (NOVO) e o funcionário dos Correios e delegado sindical Reginaldo Afonso (PSTU).

## Candidatos à prefeitura
| Nº | Prefeito(a)  | Prefeito(a)       | Prefeito(a)         | Prefeito(a) | Vice-prefeito(a) | Vice-prefeito(a) | Vice-prefeito(a)      | Vice-prefeito(a)    | Coligação | Tempo do horário eleitoral       | Ref.   |
| Nº | Candidato(a) | Candidato(a)      | Partido Federação   | Cargos relevantes | Candidato(a)     | Candidato(a)     | Candidato(a)          | Partido Federação   | Coligação | Tempo do horário eleitoral       | Ref.   |
| -- | ------------ | ----------------- | ------------------- | --- | ---------------- | ---------------- | --------------------- | ------------------- | --- | -------------------------------- | ------ |
| 13 |              | Dimas Gadelha     | PT FE Brasil        | - Deputado federal pelo Rio de Janeiro (2023–presente); - Secretário de Saúde de São Gonçalo (2013–2018)                             |                  |                  | Aparecida Panisset    | PDT                 | São Gonçalo Merece Muito Mais FE Brasil (PT, PCdoB e PV), PDT, PSD, PSB e PRTB                                                  | 3 minutos e 15 segundos          | [ 9 ]  |
| 16 |              | Reginaldo Afonso  | PSTU                | - Funcionário dos Correios e delegado sindical do Centro de Distribuição Domiciliar de Alcântara                                     |                  |                  | Roberto Baeta         | PSTU                | Sem coligação | Sem direito ao horário eleitoral | [ 10 ] |
| 22 |              | Capitão Nelson    | PL                  | - Vereador de São Gonçalo (2005–2020); - Deputado estadual do Rio de Janeiro (2019–2020); - Prefeito de São Gonçalo (2021–presente); |                  |                  | João Ventura          | UNIÃO               | São Gonçalo no Caminho Certo PL, UNIÃO, PRD, PP, PODE, Republicanos, MDB, Avante, Solidariedade, Federação PSDB Cidadania e PMB | 6 minutos e 8 segundos           | [ 11 ] |
| 30 |              | Jaqueline Pedroza | NOVO                | - Empresária |                  |                  | Missionária Sulemir   | NOVO                | Sem coligação | Sem direito ao horário eleitoral | [ 12 ] |
| 33 |              | Viviane Carvalho  | MOBILIZA            | - Administradora |                  |                  | José Roberto Cordeiro | MOBILIZA            | Sem coligação | Sem direito ao horário eleitoral | [ 13 ] |
| 50 |              | Professor Josemar | PSOL Fed. PSOL REDE | Deputado estadual do Rio de Janeiro (2023–presente); Vereador de São Gonçalo (2021–2023)                                             |                  |                  | Professor Capilé      | REDE Fed. PSOL REDE | Sem coligação | 35 segundos                      | [ 14 ] |

### Desistências
- Dejorge Patrício (PDT) - Deputado federal pelo Rio de Janeiro (2017–2018) e vereador de São Gonçalo (2013–2016). Retirou sua pré-candidatura em maio após definir junto ao partido o apoio à Dimas Gadelha (PT), anunciando que disputaria a uma vaga na Câmara Municipal.
- Glauber Poubel (Solidariedade) - Vereador de São Gonçalo (2021—presente). Anunciou sua pré-candidatura em janeiro, mas teve o nome retirado da disputa após o partido oficializar apoio à reeleição de Capitão Nelson e optou por concorrer à reeleição para a Câmara Municipal.[15]
- Dayse Oliveira (PSTU) - Professora e candidata à vice-presidência do Brasil em 2002. Retirou sua pré-candidatura em 23 de julho para concorrer a uma vaga na Câmara de Vereadores.

## Transmissão
A veiculação da propaganda eleitoral gratuita entre 30 de agosto e 3 de outubro, em bloco e inserções, na televisão, vai ao ar pelo SBT Rio e pela TV Universo. No rádio, é transmitida pela Copacabana AM, Catedral FM, Kiss FM Rio e Difusora Aliança FM.

## Debates
Primeiro turno

De acordo com as regras eleitorais, as emissoras só poderão convocar para o debate os candidatos que obtiverem a concordância de pelo menos dois terços de candidatas e candidatos, no caso de eleição majoritária (cargo de prefeito), e de pelo menos dois terços dos partidos ou das federações com candidatas e candidatos, no caso de eleição proporcional (cargo de vereador). Caso não seja possível um acordo, as emissoras de rádio e televisão podem apresentar debates em conjunto para o cargo de prefeito, estando presentes todas as candidatas e todos os candidatos, ou em grupos, com a presença de, no mínimo, três pessoas.
| Data           | Organizador(es) | Mediação        | Capitão Nelson (PL) | Dimas Gadelha (PT) | Prof. Josemar (PSOL) | Viviane Carvalho (MOBILIZA) | Jaqueline Pedroza (NOVO) | Reginaldo Afonso (PSTU) | Ref           |
| -------------- | --------------- | --------------- | ------------------- | ------------------ | -------------------- | --------------------------- | ------------------------ | ----------------------- | ------------- |
| 26 de setembro | G1              | Edimilson Ávila | Ausente             | Ausente            | Presente             | Não convidada               | Não convidada            | Não convidado           | [ 19 ] [ 20 ] |

## Pesquisas eleitorais
As pesquisas buscam analisar como seria o resultado da eleição se ela ocorresse no dia em que os dados dos entrevistados foram coletados, não tendo como objetivo pela porcentagem de confiança, prever o resultado final da eleição.

### Primeiro turno
| Fonte | Data(s) conduzidas | Amostragem | Nelson PL   | Dimas PT     | Josemar PSOL | Viviane MOBILIZA | Pedroza NOVO | Reginaldo PSTU | Abst. Indec. | Vantagem | Ref.   |    |    |   |     |     |        |
| ----- | ------------------ | ---------- | ----------- | ------------ | ------------ | ---------------- | ------------ | -------------- | ------------ | -------- | ------ | -- | -- | - | --- | --- | ------ |
| Fonte | Data(s) conduzidas | Amostragem | Quaest/Tupi | 6-9/Set/2024 | 750          | 75%              | 9%           | 4%             | Abst. Indec. | Vantagem | Ref.   | 1% | 1% | – | 10% | 66% | [ 21 ] |
| Ágora | 23-24/Ago/2024     | 830        | 75%         | 7%           | 1%           | 3%               | 1%           | 1%             | 12%          | 68%      | [ 22 ] |    |    |   |     |     |        |

## Resultado

### Prefeito
| Fonte: TSE                 | Fonte: TSE                  | Fonte: TSE                       | Fonte: TSE                          | Fonte: TSE                          |
| Candidato(a) a prefeito(a) | Candidato(a) a prefeito(a)  | Candidato(a) a vice-prefeito(a)  | Primeiro turno 6 de outubro de 2024 | Primeiro turno 6 de outubro de 2024 |
| Candidato(a) a prefeito(a) | Candidato(a) a prefeito(a)  | Candidato(a) a vice-prefeito(a)  | Votação                             | Votação                             |
| Candidato(a) a prefeito(a) | Candidato(a) a prefeito(a)  | Candidato(a) a vice-prefeito(a)  | Total                               | Porcentagem                         |
| -------------------------- | --------------------------- | -------------------------------- | ----------------------------------- | ----------------------------------- |
|                            | Capitão Nelson (PL)         | João Ventura (UNIÃO)             | 387.914                             | 84,49%                              |
|                            | Dimas Gadelha (PT)          | Aparecida Panisset (PDT)         | 48.457                              | 10,55%                              |
|                            | Professor Josemar (PSOL)    | Professor Capilé (REDE)          | 14.397                              | 3,14%                               |
|                            | Viviane Carvalho (MOBILIZA) | José Roberto Cordeiro (MOBILIZA) | 7.377                               | 1,61%                               |
|                            | Jaqueline Pedroza (NOVO)    | Missionária Sulemir (NOVO)       | 830                                 | 0,18%                               |
|                            | Reginaldo Afonso (PSTU)     | Roberto Baeta (PSTU)             | 171                                 | 0,04%                               |
| Total de votos válidos     | Total de votos válidos      | Total de votos válidos           | 410.689                             | 83,61%                              |
| → Votos brancos            | → Votos brancos             | → Votos brancos                  | 11.102                              | 2,26%                               |
| → Votos nulos              | → Votos nulos               | → Votos nulos                    | 20.963                              | 4,27%                               |
| Total de votos             | Total de votos              | Total de votos                   | 491.211                             | 73,28%                              |
| → Abstenções               | → Abstenções                | → Abstenções                     | 173.970                             | 26,15%                              |
| Eleitores aptos a votar    | Eleitores aptos a votar     | Eleitores aptos a votar          | 629.181                             | 100%                                |

### Vereadores eleitos
| Candidato(a) | Candidato(a)             | Partido       | Votos  | %    |
| ------------ | ------------------------ | ------------- | ------ | ---- |
|              | Nelsinho Ruas            | PL            | 11.079 | 2,48 |
|              | Bruno Porto              | PL            | 6.910  | 1,55 |
|              | Juan Oliveira            | PL            | 6.891  | 1,54 |
|              | Felipe Brito             | Solidariedade | 6.786  | 1,52 |
|              | Lecinho                  | Republicanos  | 6.433  | 1,44 |
|              | Alcemir Maciel           | Avante        | 6.287  | 1,41 |
|              | Patrícia Silva           | PL            | 6.048  | 1,36 |
|              | Pedro Pericar            | PL            | 5.526  | 1,24 |
|              | Vinícius                 | UNIÃO         | 5.478  | 1,23 |
|              | Aline Cici Maldonado     | PL            | 5.189  | 1,16 |
|              | Claudinei Siqueira       | PRD           | 5.175  | 1,16 |
|              | Nem da Pank Motos        | UNIÃO         | 5.006  | 1,12 |
|              | Piero Cabral             | Republicanos  | 4.955  | 1,11 |
|              | Beto da Serraria         | PL            | 4.896  | 1,10 |
|              | Magú dos Brinquedos      | Avante        | 4.785  | 1,07 |
|              | Artur Rodrigues          | PODE          | 4.603  | 1,03 |
|              | Glauber Poubel           | Solidariedade | 4.563  | 1,02 |
|              | Juliano Freitas          | PT            | 4.414  | 0,99 |
|              | Cacau                    | MDB           | 4.256  | 0,95 |
|              | Alex Loreti              | Cidadania     | 4.122  | 0,92 |
|              | Professor Felipe Guarany | MDB           | 4.119  | 0,92 |
|              | Isaac Ricalde            | PCdoB         | 4.073  | 0,91 |
|              | Natan                    | PP            | 4.051  | 0,91 |
|              | Diney Marins             | PODE          | 3.800  | 0,85 |
|              | Alan Rodrigues           | PP            | 3.791  | 0,85 |
|              | Tião Nanci               | PSDB          | 3.583  | 0,80 |
|              | Dejorge Patrício         | PDT           | 3.351  | 0,75 |